# Knightriders – Ritter auf heißen Öfen
Knightriders – Ritter auf heißen Öfen ist ein US-amerikanisches Filmdrama des Regisseurs George A. Romero aus dem Jahr 1981 über Billy, den Chef einer reisenden Schaustellertruppe, die auf Motorrädern mittelalterliche Ritterturniere darbietet.

## Handlung
Billy, selbsternannter König und Chef einer Schaustellertruppe, die auf Mittelaltermärkten ritterliche Turniere auf Motorrädern aufführt, träumt von der Idylle ritterlicher Ideale und Werte des Mittelalters. Jedoch bedrohen gruppeninterne Rivalitäten um Liebe, Macht und Ansehen, die Verlockungen lukrativer Auftritte und abweichende Vorstellungen einzelner Gruppenmitglieder Billies idealisierte Vorstellungen. Zudem muss sich die Gruppe, trotz ihrer Publikumserfolge, gegen Widerstände von außen, wie korrupte Polizisten oder profitgierige Veranstalter, behaupten, was sie durch gefährliche und waghalsige Auftritte auf ihren Motorrädern zu kompensieren versucht. Schließlich kämpft Sir Morgan, der schwarze Ritter um die Königswürde.

## Produktion

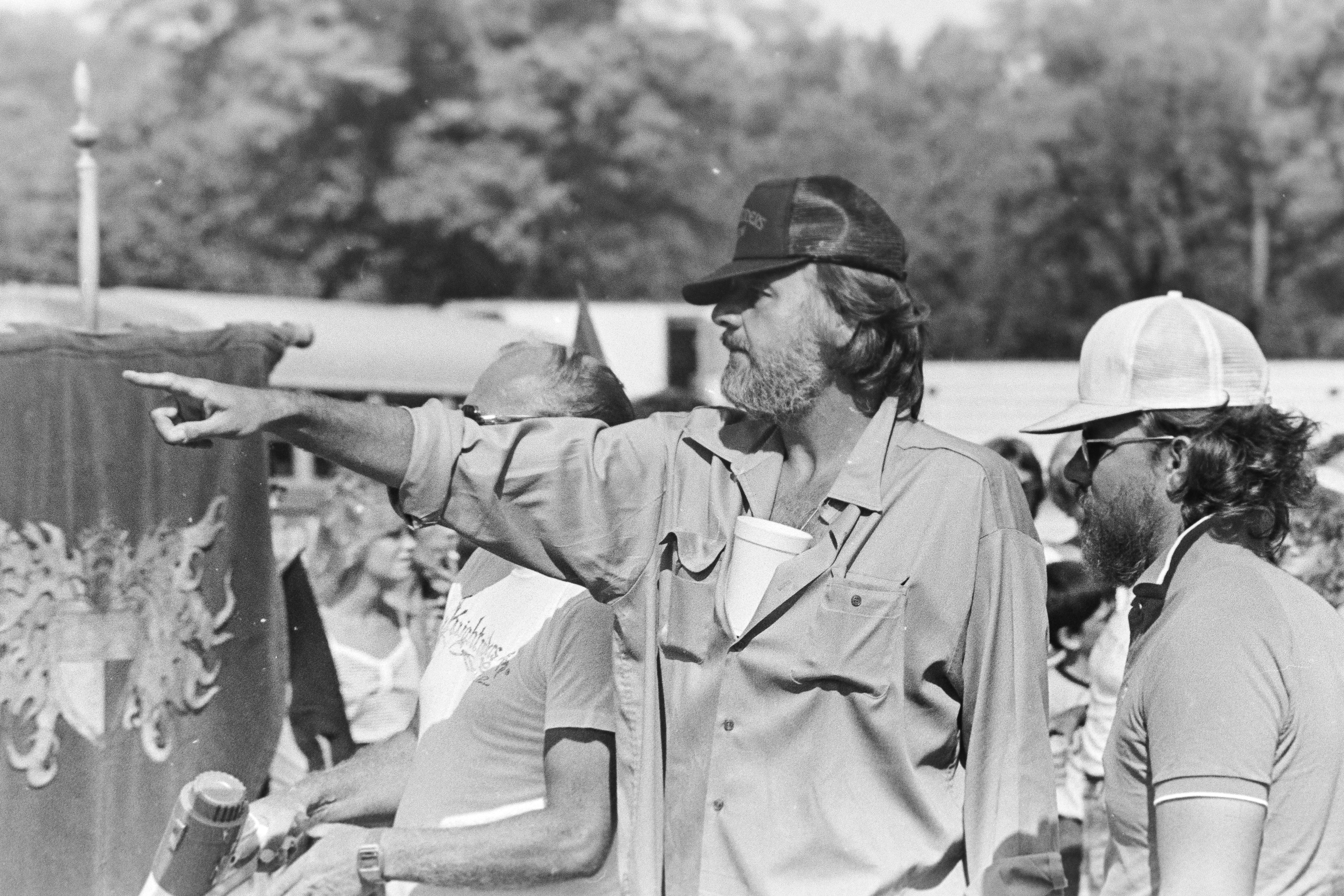
George A. Romero auf dem Filmset von Knightriders

Laut Romero war einer seiner Hauptideengeber zu Knightriders die Society for Creative Anachronism (dt. Gesellschaft für kreativen Anachronismus), eine Hobbyorganisation von am Mittelalter interessierten Menschen. Für George A. Romero war das Filmdrama Knightriders ein Film abseits des sonst von ihm erfolgreich bedienten Horrorfilm-Genres.
Die Dreharbeiten zu Knightriders fanden im Sommer 1980 auf einem Gelände der Stadtbahn von Pittsburgh, sowie den im Allegheny County gelegenen Ortschaften Fawn Township und Natrona, alle im US-amerikanischen Bundesstaat Pennsylvania, statt.
Der vor allem für seine Horror-Romane bekannte US-amerikanische Schriftsteller Stephen King hat einen Cameoauftritt, bei dem er als „Hoagie man“ einige sarkastische Kommentare abgibt.

## Synchronisation
| Darsteller         | Synchronsprecher   | Rolle(n)                |
| ------------------ | ------------------ | ----------------------- |
| Ed Harris          | Sigmar Solbach     | König Billy             |
| Gary Lahti         | Hans-Georg Panczak | Sir Alan                |
| Tom Savini         |                    | Sir Morgan              |
| Amy Ingersoll      | Dagmar Heller      | Queen Linet             |
| Patricia Tallman   | Katharina Lopinski | Julie                   |
| Brother Blue       |                    | Zauberer Merlin         |
| Ken Foree          | Wolfgang Hess      | Little John             |
| Scott Reiniger     |                    | Sir Marhalt             |
| Martin Ferrero     |                    | Bontempi                |
| Warner Shook       |                    | Pippin                  |
| Randy Kovitz       | Hartmut Neugebauer | Punch                   |
| Michael P. Moran   |                    | Deputy Cook             |
| Harold Wayne Jones |                    | Sir Bors                |
| Albert Amerson     |                    | The Indian              |
| Christine Forrest  |                    | Angie, Morgans Freundin |
| Donald Rubinstein  |                    | Hofsänger               |
| Stephen King       |                    | Hoagie Man              |
| Greg Besnak        |                    | Rhino                   |
| Gary Davis         |                    | Rhinos Kumpel           |
| John Hostetter     | Franz Rudnick      | Tuck                    |
| Cynthia Adler      | Inge Solbrig       | Rocky                   |

## Editionen
Knightriders hatte im Original eine Laufzeit von 146 Minuten. In Europa erschien er zunächst in einer auf 102 Minuten gekürzten, und auf Actionszenen hin verdichteten Fassung, die jedoch den ursprünglichen Charakter des Films von einem Drama mehr in Richtung Actionfilm verschob. Die am 31. Juli 1981 in den Kinos angelaufene Fassung von United Artists hatte eine Laufzeit von 114 Minuten. 2012 wurde Knightriders in einer 140 Minuten-Fassung auf DVD und BluRay aufgelegt. Die TV-Schnittversionen haben Laufzeiten von 115 Minuten, bzw. 139 und 140 Minuten im Pay-TV.